# 1074 w polityce
Wydarzenia polityczne w 1074 roku.

## Wydarzenia
- Gejza I zostaje władcą Węgier[1].

## Zmarli
- 26 kwietnia Herman I, margrabia Werony[2].